# Nethinius pallidipes
Nethinius pallidipes là một loài bọ cánh cứng trong họ Cerambycidae.